# 郑贵卿
郑贵卿（1911年—2002年），男，湖南平江人，中华人民共和国军事人物，中国人民解放军少将，曾任广西军区副司令员。